# Самбек (Новошахтинск)
Самбе́к — бывший посёлок городского типа в Ростовской области России. Входил в Самбекский поселковый совет. Малая родина Героя Советского Союза П. С. Дернова и авиаконструктора В. М. Петлякова .

## География
Расположен по реке Большой Несветай, у административной границы с Красносулинском районом.

## История
В 1957 году хутор Самбек Родионово-Несветайского района преобразован в рабочий посёлок. В 2004 году Постановлением Законодательного собрания Ростовской области № 447 был включён, вместе с посёлками Соколово-Кундрюченский и Красный в состав города Новошахтинск.

## Население
| 1959 | 1970  | 1979  | 1989  | 2002  |
| ---- | ----- | ----- | ----- | ----- |
| 3381 | ↗4309 | ↘4211 | ↗5020 | ↗5286 |

## Известные люди
В посёлке родились:
- Дернов, Пётр Сергеевич — Герой Советского Союза.
- Петляков, Владимир Михайлович — советский авиаконструктор.

## Инфраструктура
Работает общеобразовательная школа, при ней — бассейн и теннисный корт.
Ранее в посёлке производилась добыча каменного угля. На данный момент имеются 2 швейных цеха.